# Dashanpu-Dinosaurierfundstelle

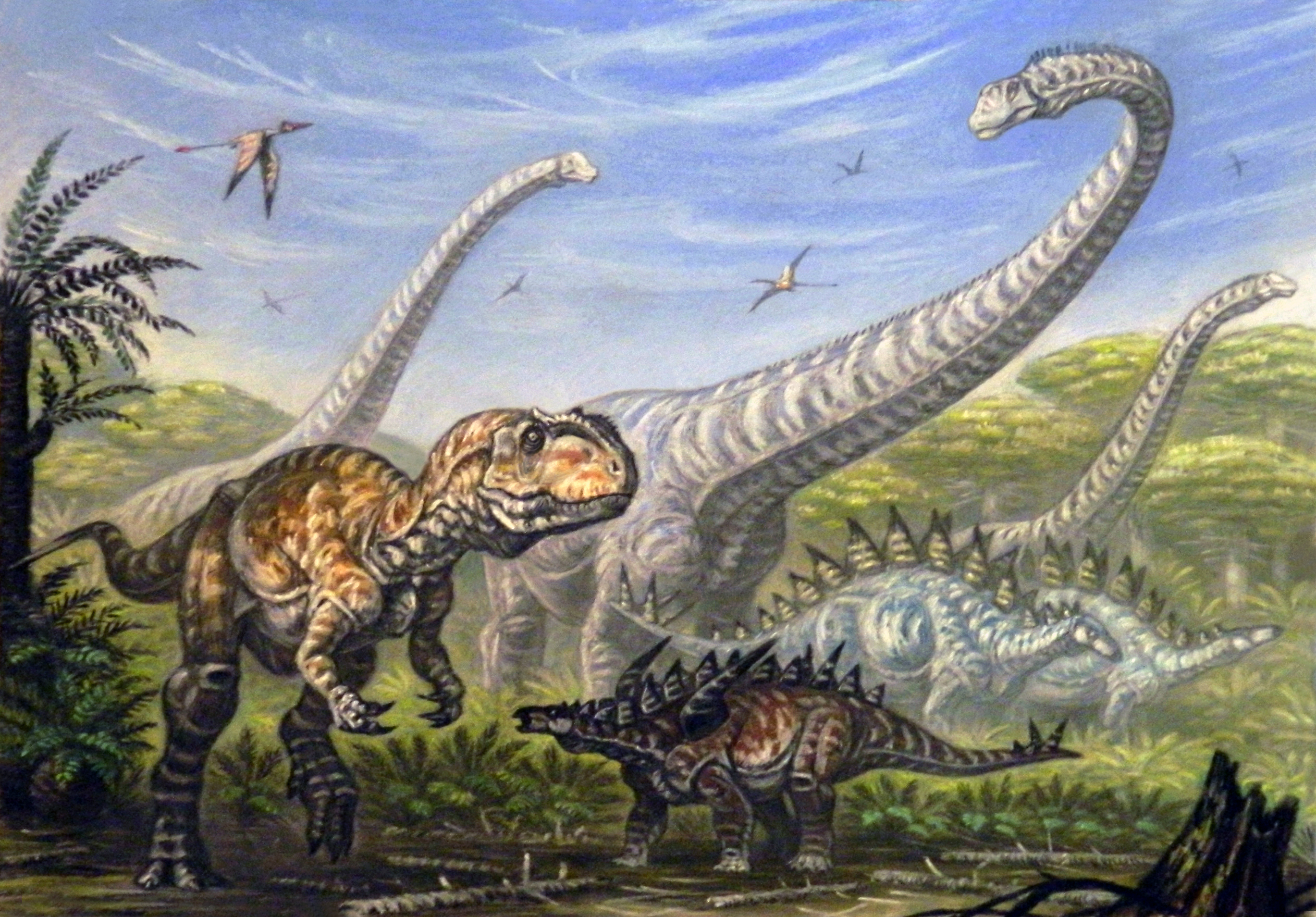
Lebendrekonstruktion von vier Dinosauriern der Dashanpu-Fundstelle (Mitte im Vordergrund Gigantspinosaurus, links Yangchuanosaurus, im Hintergrund Mamenchisaurus und Tuojiangosaurus)

Die Dashanpu-Dinosaurierfundstelle ist eine Fundstelle des Mittleren bis Oberen Jura in China, die aufgrund ihres Reichtums an Dinosaurier-Fossilien bekannt ist. Die Dinosaurierfunde wurden in und um die Gemeinde Dashanpu (大山鋪鎮 / 大山铺镇,  Dàshānpū zhèn) gemacht, die nordöstlich von Sichuans drittgrößter Stadt Zigong im Stadtbezirk Da’an liegt.

## Geologie
Die Gesteine der Dashanpu-Dinosaurierfundstelle umfassen vier unterscheidbare Gesteinsschichten: die Untere (=Xia-) und die Obere (=Shang-)Shaximiao-Formation, die oft als eine einzige „Shaximiao-Formation“ bezeichnet werden, sowie die Zhenchuchong-Formation und die Ziliujing-Formation.
Die Shaximiao-Formationen sind die fossilienreichsten, die beiden anderen sind deutlich weniger fossilträchtig und bisher vergleichsweise wenig erforscht.

## Dinosaurierfunde
Die Dashanpu-Dinosaurierfundstelle hat bisher vor allem Sauropoden hervorgebracht, aber darüber hinaus eine Vielzahl anderer Dinosaurierarten, so unter anderem etwa Theropoden und Stegosauria. Insgesamt wurden mehr als 8.000 Knochenstücke in der Gegend von Dashanpu ausgegraben, die zusammen fast 40 Tonnen auf die Waage bringen.
Die Fossilfundstelle war bis Anfang der 1970er nicht bekannt, bis eine chinesische Ölgesellschaft 1972 den sogenannten Gasosaurus ausgrub. Dieser war der erste einer ganzen Reihe von Dinosaurierfunden. Die meisten Funde werden im Dinosaurier-Museum Zigong ausgestellt (Zigong konglong bowuguan), das Mitte der 1980er Jahre an der Fundstelle erbaut wurde.
Auch wenn die Dashanpu-Dinosaurierfundstelle heute ein geschäftiger „Dinosauriersteinbruch“ ist, so war sie doch zum Zeitpunkt der Ablagerung ihrer Gesteine ein blühendes Waldgebiet. Beweise dafür finden sich zusammen mit den Dinosaurierfossilien, so vor allem versteinertes Holz. Paläontologen nehmen an, dass das Gebiet damals ein See war, der von einem großen Fluss gespeist wurde. Dinosaurierreste wurden demnach über mehrere Millionen Jahre immer wieder in den See gespült, so dass die außergewöhnliche Zusammenschwemmung von hunderten von Dinosaurierarten zu Stande kam. Anhand der Fossilien wurden die Gesteine bei Dashanpu auf ein Alter von etwa 168 bis 161 Millionen Jahre datiert (Bathonium bis Callovium des Mittleren Jura).

## Die Forschungen von Dong Zhiming
Der Paläontologe Dong Zhiming hat die größten Beiträge zur Erforschung der Formation und der Ausgrabung der Fossilien geleistet. Er untersuchte die Gesteinsformationen zum ersten Mal im Jahr 1975, nachdem bei Straßenarbeiten Knochenreste in Gesteinen dieser Gegend gefunden worden waren.
Die eigentliche Fundstelle war im Zuge der Errichtung einer Anlage für die Ausbeutung eines Gasfeldes und eines Parkplatzes beschädigt worden, als Dong sie 1979 das erste Mal sah. In den ausgedehnten Rodungen fand er zahlreiche Knochenfragmente, die durch die Arbeiten ans Tageslicht gekommen waren. Die Fossilien waren durch die Arbeit der Bulldozer beschädigt worden, und die Aussicht erschien gering, die Arbeiten zum Stillstand zu bringen, da die Regierung schon Millionen von Yuan investiert hatte. Erst 1985 willigte die Regierung schließlich ein, die Arbeiten zu beenden. Zu dieser Zeit hatten Dong und sein Team bereits mehr als 100 Dinosaurierarten von der Fundstelle geborgen, einschließlich mehrere seltener Sauropodenschädel. Einer der gefundenen Dinosaurier wurde zu Ehren sowohl der Fundstelle als auch zu Ehren Dong Zhimings Dashanpusaurus dongi genannt.

## Flora und Fauna der Dashanpu-Dinosaurierfundstelle
Zusätzlich zu den Dinosaurierfunden wurden bei Dashanpu zahlreiche andere Fossilien ausgegraben. Darunter sind Fische, Amphibien, Schildkröten und Meereslebewesen wie Krokodile und Pterosaurier. Ebenso wurde ein säugetierartiges Reptil gefunden sowie ein Temnospondyle.

### Amphibien
| Amphibien der Dashanpu-Dinosaurierfundstelle | Amphibien der Dashanpu-Dinosaurierfundstelle | Amphibien der Dashanpu-Dinosaurierfundstelle | Amphibien der Dashanpu-Dinosaurierfundstelle |
| Taxa                                         | Vorkommen                                    | Beschreibung                                 | Bilder                                       |
| -------------------------------------------- | -------------------------------------------- | -------------------------------------------- | -------------------------------------------- |
| - Sinobrachyops                              |                                              |                                              |                                              |

### Säugetierartige
| Säugetierartige der Dashanpu-Dinosaurierfundstelle | Säugetierartige der Dashanpu-Dinosaurierfundstelle | Säugetierartige der Dashanpu-Dinosaurierfundstelle | Säugetierartige der Dashanpu-Dinosaurierfundstelle |
| Taxa                                               | Vorkommen                                          | Beschreibung                                       | Bilder                                             |
| -------------------------------------------------- | -------------------------------------------------- | -------------------------------------------------- | -------------------------------------------------- |
| - Bienotheroides                                   |                                                    |                                                    |                                                    |

### Ornithischier
| Ornithischier der Dashanpu-Dinosaurierfundstelle | Ornithischier der Dashanpu-Dinosaurierfundstelle | Ornithischier der Dashanpu-Dinosaurierfundstelle | Ornithischier der Dashanpu-Dinosaurierfundstelle |
| Taxa                                             | Vorkommen                                        | Beschreibung                                     | Bilder                                           |
| ------------------------------------------------ | ------------------------------------------------ | ------------------------------------------------ | ------------------------------------------------ |
| - Agilisaurus                                    |                                                  |                                                  |                                                  |
| - Hexinlusaurus                                  |                                                  |                                                  |                                                  |
| - Xiaosaurus                                     |                                                  |                                                  |                                                  |

### Pterosaurier
| Pterosaurier der Dashanpu-Dinosaurierfundstelle | Pterosaurier der Dashanpu-Dinosaurierfundstelle | Pterosaurier der Dashanpu-Dinosaurierfundstelle | Pterosaurier der Dashanpu-Dinosaurierfundstelle |
| Taxa                                            | Vorkommen                                       | Beschreibung                                    | Bilder                                          |
| ----------------------------------------------- | ----------------------------------------------- | ----------------------------------------------- | ----------------------------------------------- |
| - Angustinaripterus                             |                                                 |                                                 |                                                 |

### Sauropoden
| Sauropoden der Dashanpu-Dinosaurierfundstelle | Sauropoden der Dashanpu-Dinosaurierfundstelle | Sauropoden der Dashanpu-Dinosaurierfundstelle | Sauropoden der Dashanpu-Dinosaurierfundstelle |
| Taxa                                          | Vorkommen                                     | Beschreibung                                  | Bilder                                        |
| --------------------------------------------- | --------------------------------------------- | --------------------------------------------- | --------------------------------------------- |
| - Abrosaurus                                  |                                               |                                               |                                               |
| - Dashanpusaurus                              |                                               |                                               |                                               |
| - Datousaurus                                 |                                               |                                               |                                               |
| - Omeisaurus                                  |                                               |                                               |                                               |
| - Protognathosaurus                           |                                               |                                               |                                               |
| - Shunosaurus                                 |                                               |                                               |                                               |

### Stegosaurier
| Stegosaurier der Dashanpu-Dinosaurierfundstelle | Stegosaurier der Dashanpu-Dinosaurierfundstelle | Stegosaurier der Dashanpu-Dinosaurierfundstelle | Stegosaurier der Dashanpu-Dinosaurierfundstelle |
| Taxa                                            | Vorkommen                                       | Beschreibung                                    | Bilder                                          |
| ----------------------------------------------- | ----------------------------------------------- | ----------------------------------------------- | ----------------------------------------------- |
| - Huayangosaurus                                |                                                 |                                                 |                                                 |
| - Tuojiangosaurus                               |                                                 |                                                 |                                                 |

### Theropoden
| Theropoden der Dashanpu-Dinosaurierfundstelle | Theropoden der Dashanpu-Dinosaurierfundstelle | Theropoden der Dashanpu-Dinosaurierfundstelle | Theropoden der Dashanpu-Dinosaurierfundstelle |
| Taxa                                          | Vorkommen                                     | Beschreibung                                  | Bilder                                        |
| --------------------------------------------- | --------------------------------------------- | --------------------------------------------- | --------------------------------------------- |
| - Chuandongocoelurus                          |                                               |                                               |                                               |
| - Gasosaurus                                  |                                               |                                               |                                               |
| - Xuanhanosaurus                              |                                               |                                               |                                               |
| - Yangchuanosaurus                            |                                               |                                               |                                               |